# Jacques Malbrancq
Jacques Malbrancq, né vers 1579 à Aire, près de Saint-Omer, et mort en 1653 à Tournai (actuelle Belgique), est un prêtre jésuite des Pays-Bas méridionaux, professeur et prédicateur au collège jésuite de Saint-Omer. 
Il est encore connu sous le nom Jacobus Malbrancq.

## Biographie
Il est surtout connu pour son étude détaillée sur la tribu gauloise des Morins .

## Œuvre
Son livre De Morinis et morinorum rebus, publiée à Tournai en 1639, avec nombreuses cartes, illustrations et planches gravées reste un ouvrage de référence en ce qui concerne la tribu gauloise des Morins, qui peuplait la région de Saint-Omer et le Boulonnais.